# ستاره فرمانفرمائیان
ستّاره فرمانفرمائیان (زاده ۱۲۹۹ یا ۱۳۰۱ – درگذشتهٔ ۳ خرداد ۱۳۹۱) مادر مددکاری اجتماعی ایران، فرزند عبدالحسین میرزا فرمانفرما از شاهزادگان و شخصیت‌های با نفوذ قاجار بود. او اولین دانشجوی ایرانی دانشگاه کالیفرنیای جنوبی بود که لیسانس جامعه‌شناسی گرفت و پس از آن برای گرفتن فوق لیسانس در مددکاری اجتماعی به دانشگاه شیکاگو رفت. او در سال ۱۳۳۷ مدرسهٔ عالی مددکاری اجتماعی تهران را تأسیس کرد. او خاطرات زندگی و کار حرفه‌ای خود را در کتابی با عنوان «دختری از ایران» منتشر کرد که این کتاب در ایران بارها تجدید چاپ شد.

## زندگی‌نامه
پدر ستاره عبدالحسین میرزا فرمانفرما و نوهٔ عباس میرزا بود. پدر ستاره دو همسر داشت. نخستین همسرش عزّت‌الدوله دختر مظفرالدین شاه قاجار و همسر دوم که مادر ستّاره بود معصومه نام داشت. دکتر مصدق نیز خواهرزادهٔ پدر ستاره، عبدلاحسین میرزا فرمانفرما بود. ستاره خواهر ناتنی و کوچکتر مریم فیروز بود که پیش و پس از انقلاب فعال سیاسی و رهبر زنان حزب توده ایران بود.
ستاره تا سنین نوجوانی در ایران تحصیل کرد و پس از فوت پدر و با اجازهٔ برادر و مادر خود برای ادامهٔ تحصیل راهی آمریکا شد. در آنجا به تحصیل در رشتهٔ جامعه‌شناسی روی آورد و پس از پایان تحصیلات در همان‌جا ماند. سپس با یک دانشجوی هندی ازدواج کرد و آن‌ها دارای فرزندی به نام میترا شدند. همسر او که شغلی در آمریکا نیافت به هند بازگشت و پس از مدتی از ستاره جدا شد. این تنها ازدواج ستاره بود.
ستاره به مدت ده سال در آمریکا ماند و سپس به ایران بازگشت و توانست با کمک عده‌ای از درباریان و خانواده خود مؤسسه‌ای را در ایران تأسیس کند. از فعالیت‌های مؤسسه آن‌ها تربیت مددکاران و فرستادن آن‌ها به خارج از کشور برای ادامهٔ تحصیل و تأسیس خانه‌های سالمندان و دیگر مراکز بهزیستی در ایران بود.

### پس از انقلاب
در شروع انقلاب اسلامی ۱۳۵۷ که روزهای آغازین اعدام‌های پس از انقلاب نیز بود، دسته‌ای از دانشجویان افراطی برای وی پرونده‌ای شامل ۱۱ اتهام تهیه کردند؛ بسیاری از این دانشجویان کسانی بودند که مؤسسهٔ ستاره به آن‌ها بورس تحصیل در خارج از کشور نداده بود یا در امتحانات پایان ترم به آن‌ها نمرهٔ قبولی داده نشده بود. برخی از این اتهامات اختلاس، همکاری با اسرائیل، همکاری با دربار و … ولی وی به کمک سید محمود طالقانی از مرگ رهایی یافت و توانست به کمک وی از کشور گریخته و به انگلستان و سپس به آمریکا برود.
ستاره سال‌ها بعد کتابی با عنوان «دختری از ایران» را نوشت و در این کتاب به زندگی خود و خانواده‌اش و مسائل سیاسی و اجتماعی ایران در زمان پدرش پرداخت. این کتاب روایتی است که از قلم دختری از طبقهٔ اشراف نوشته شده که نگاهی به جامعه و اوضاع و احوال ایران در آن زمان دارد.

### درگذشت
وی ساعت ۱۲:۳۶ روز چهارشنبه ۳ خرداد ۱۳۹۱ (۲۳ می ۲۰۱۲)، در لس آنجلس، کالیفرنیا و در سن ۹۱ سالگی درگذشت.

## کارها و اقدامات مهم کاری در ایران
پس از بازگشت به ایران وی در راه احقاق حقوق زنان ایرانی بسیار تلاش نمود و حتی ملاقاتی نیز با محمدرضا پهلوی داشت. تصویب «لایحه ملی تنظیم خانواده» با تلاش او ممکن شد. از دیگر اقدامات ماندگار او تأسیس «مراکز رفاه» در محلّه‌های فقیرنشین تهران و حاشیهٔ تهران بود که به کودکان و خانواده‌ها کمک می‌کردند. او همچنین اوّلین کسی است که سیستم آموزشی در مهدکودک‌ها در ایران را براساس اصول تربیتی مدرن تغییر و تحوّل داد.
«مدرسهٔ عالی مددکاری اجتماعی» بعد از چند سال فعالیت با مجوز وزارت علوم به دانشگاه ارتقا یافت و از طریق کنکور سراسری در دو مقطع لیسانس و فوق‌لیسانس دانشجو جذب می‌کرد. این مدرسه و شاگردان ستاره فرمانفرماییان خدمات اجتماعی و حمایتی بسیاری را در پرورشگاه‌ها، محله‌های فقیرنشین، مدارس، زایشگاه‌ها و درمانگاه‌ها تعریف و اجرایی کردند.
شاگردان فرمانفرماییان با نظارت او در محلهٔ روسپی‌خانه‌های تهران، شهرنو درمانگاه و محل‌های ویژه‌ای برای ارائهٔ خدمات بهداشتی و درمانی به زنان روسپی راه‌اندازی کرده بودند و در آتش‌سوزی بزرگ این محله‌در دههٔ چهل، در مهار آتش به مأموران آتش‌نشانی کمک کردند.
ستّاره فرمانفرمایان در سال‌های دههٔ ۱۹۵۰ و ۱۹۶۰ میلادی به دعوت سازمان ملل متحد برای اجرای طرح‌های مددکاری اجتماعی در خاورمیانه به عراق و پس از آن به مصر، سوریه و لبنان سفر کرده بود. او خاطرات زندگی و کار حرفه‌ای خود را در کتابی با عنوان «دختری از ایران» منتشر کرد که این کتاب در ایران بارها تجدید چاپ شد.

## رویکرد به مددکاری اجتماعی
ستّاره فرمانفرمائیان منتقدِ تلاش برای مددکاری اجتماعی از راهِ تغییرات سیاسی بود و بر این تأکید داشت که مددکار اجتماعی باید به بستر جامعه رفته و فعالیت‌های مددکارانه خود را در روستاها و مناطقی که دستخوش آسیب اجتماعی هستند انجام دهد. جمله زیر نقل قول شناخته‌شده‌ای از اوست و رویکردش را در این باره نشان می‌دهد:
مددکار باید به هر کاری تن بدهد تا اجتماعش را بهتر کند. این آدم‌ها اشتباه می‌کنند که فکر می‌کنند با تغییر حکومت یا دولت و از راه سیاست باید جامعه را بهتر کرد. نه، این درست نیست. باید رفت و از ته ته جامعه شروع کرد. باید ریشه‌های درد را شناخت وگرنه یک روز قاجار، یک روز پهلوی یک روز هم جمهوری… در اتاق‌های تهران نشستن فایده ندارد. هیچ اتاقی فایده ندارد، میز آدم را تنبل می‌کند. باید رفت در این حلبی‌آبادها در جایی که پشتی ندارد نشست و از این مرد جوان پرسید چرا این قدر بچه درست می‌کند. باید به زن‌ها نه گفتن را یاد داد. باید به مردها یاد داد که محبت و مردانگی به سیلی نیست که به گوش زن و بچه‌شان می‌زنند. برای این کار اگر لازم است باید در مسجد نشست، اگر لازم است باید به شهرنو رفت، باید نترسی اگر تمام تنت شپش بگذارد، اگر نگذارد که نمی‌فهمی شپش یعنی چی. اگر روغن شیطان نمالیده باشی بر پوست کسی چه می دانی سوزش یعنی چه.— سَتّاره فَرمانفَرمائیان، مقاله سفر دراز ستاره فرمانفرمائیان نوشته مسعود بهنود
کسان زیادی از او در دانشکده علوم اجتماعی دانشگاه علامه طباطبائی مددکاری اجتماعی را آموختند. وی در شکل‌گیری سپاه دانش و سپاه بهداشت مؤثر بود و «ده‌ها هزار از جوانان در آن بسترها آماده حضور در زندگی بهتر شدند.»

## کتابشناسی
- کتاب دختر ایران نوشته ستاره فرمانفرمائیان (که پژوهش‌های نویسنده و شاگردانش می‌باشد)
- مددکاری اجتماعی در مقام توسعه اجتماعی: یک تاریخچه (۱۳۷۵)
- آن سوی دیوار چین (۱۳۵۶)
- ازدواج زودهنگام و حاملگی در سنین پایین در جامعه سنتی و اسلامی (۱۳۵۴)
- معضل فحشاء در شهر تهران (۱۳۴۸)
- کودکان و معلمان (۱۳۴۵)
- شرحی گزیده از رفاه اجتماعی و تنظیم خانواده در ایران (۱۳۴۴)
- نیازهای کودکان (۱۳۳۹)